# رویداد انقراض اردویسین–سیلورین
رویداد انقراض اردویسن–سیلورین (به انگلیسی: Ordovician–Silurian extinction event) اولین انقراض بزرگ کره زمین از ۵ انقراض بزرگ رخ داده می‌باشد. در ۴۵۰ تا ۴۴۰ میلیون سال قبل به نظر می‌رسد دو انقراض اتفاق افتاد که یک میلیون سال از هم فاصله داشت. این انقراض بعد از انقراض پرمین بزرگترین انقراض دریایی زمین بود بیش از ۶۰٪ از بی مهرگان دریایی نابود شدند که شامل دو سوم از خانواده بریوزوآ و بازوپایان می‌شوند. به‌ویژه گونه‌های بریوزوآ، بازوپایان، صدف، مرجانها و خار پوستان تحت تأثیر قرار گرفتند. 
انقراض سریع به نظر می‌رسد که به دلیل حرکت گندوانا به منطقه قطب جنوب بوده‌است. این امر باعث سرد شدن جهان و متعاقباً پایین آمدن سطح دریاها شده‌است سقوط سطح دریاها باعث از دست رفتن زیستگاه‌های این جانوران شده‌است. شواهد مربوط به یخبندان، با استفاده از رسوبهای برجا مانده در صحرای آفریقا کشف شده‌است.
حرکت گندوانا به جنوب، سرد شدن زمین و کاهش ارتفاع سطح در یاها را می‌توان از مهم‌ترین عوامل انقراض یایان اردوویسین نامید.

شدت انقراض دریایی در طول زمان، نمودار آبی درصد حیوانات دریایی منقرض شده در طول سالها را نشان می‌دهد. این نمودار به انقراض گونه‌های دریایی که فسیل آنها کشف شده اشاره دارد.